# 柳茶館
柳茶室（Willow Tearooms）是由建築師查爾斯麥金塔設計，位於蘇格蘭格拉斯哥市的柳丛街21號的一個茶館，西元1903年開始營業，開幕後很快便受到廣大群眾的歡迎，並成為19世紀末、20世紀初，格拉斯哥市當地最受歡迎的茶館之一。

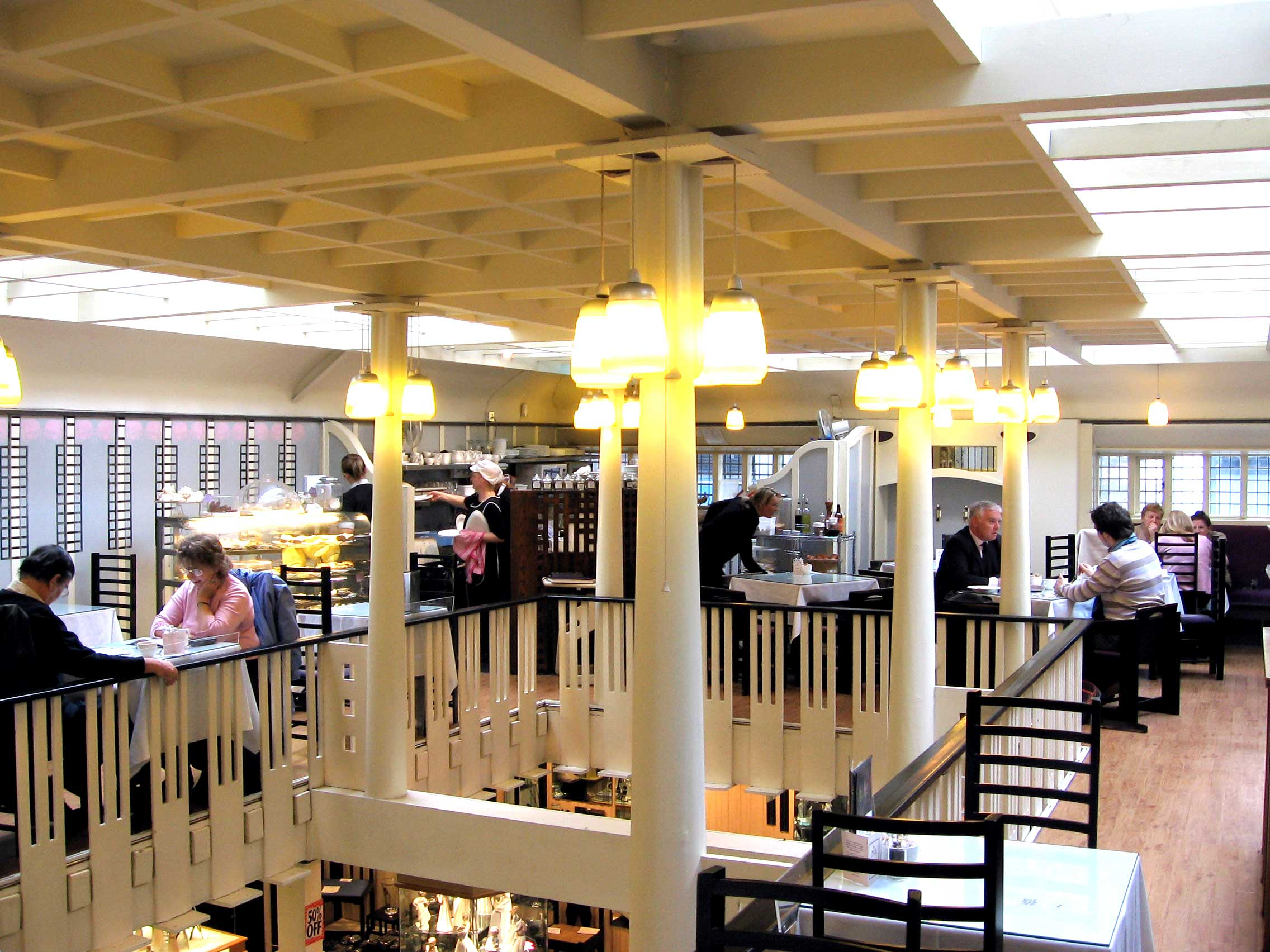
柳茶室近期室內環境照片
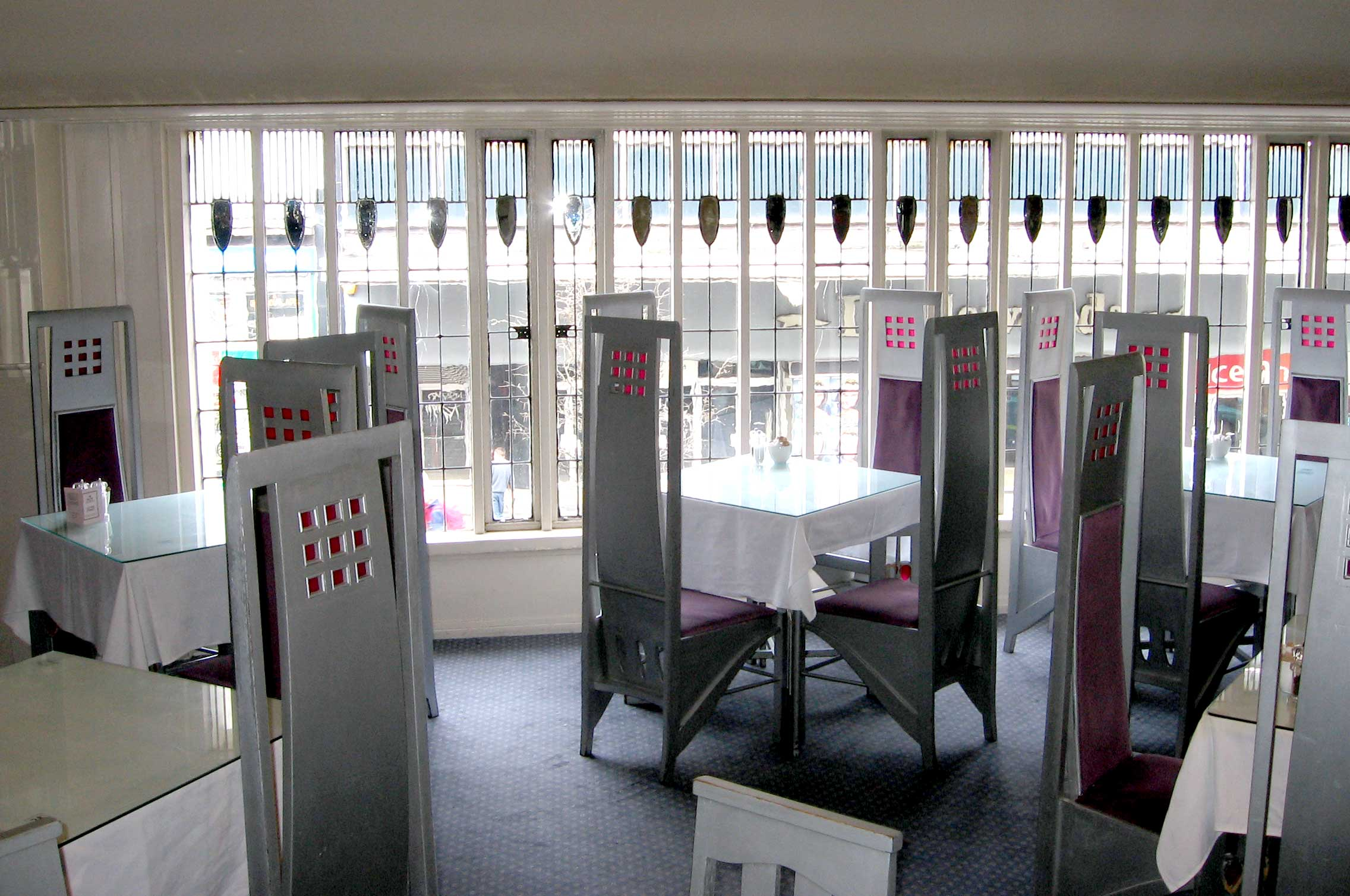
室內環境窗邊
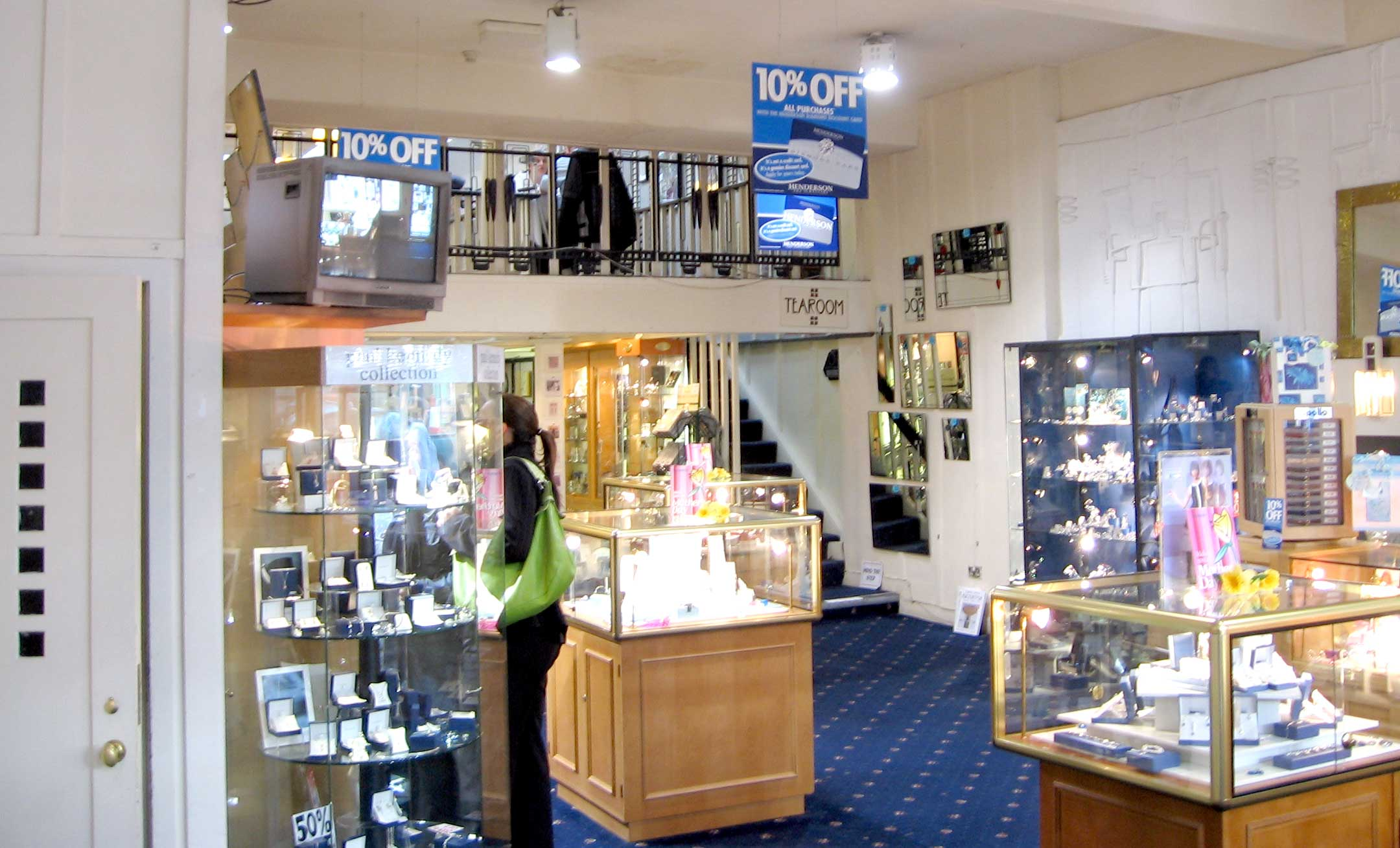
位於一樓的商店室內環境
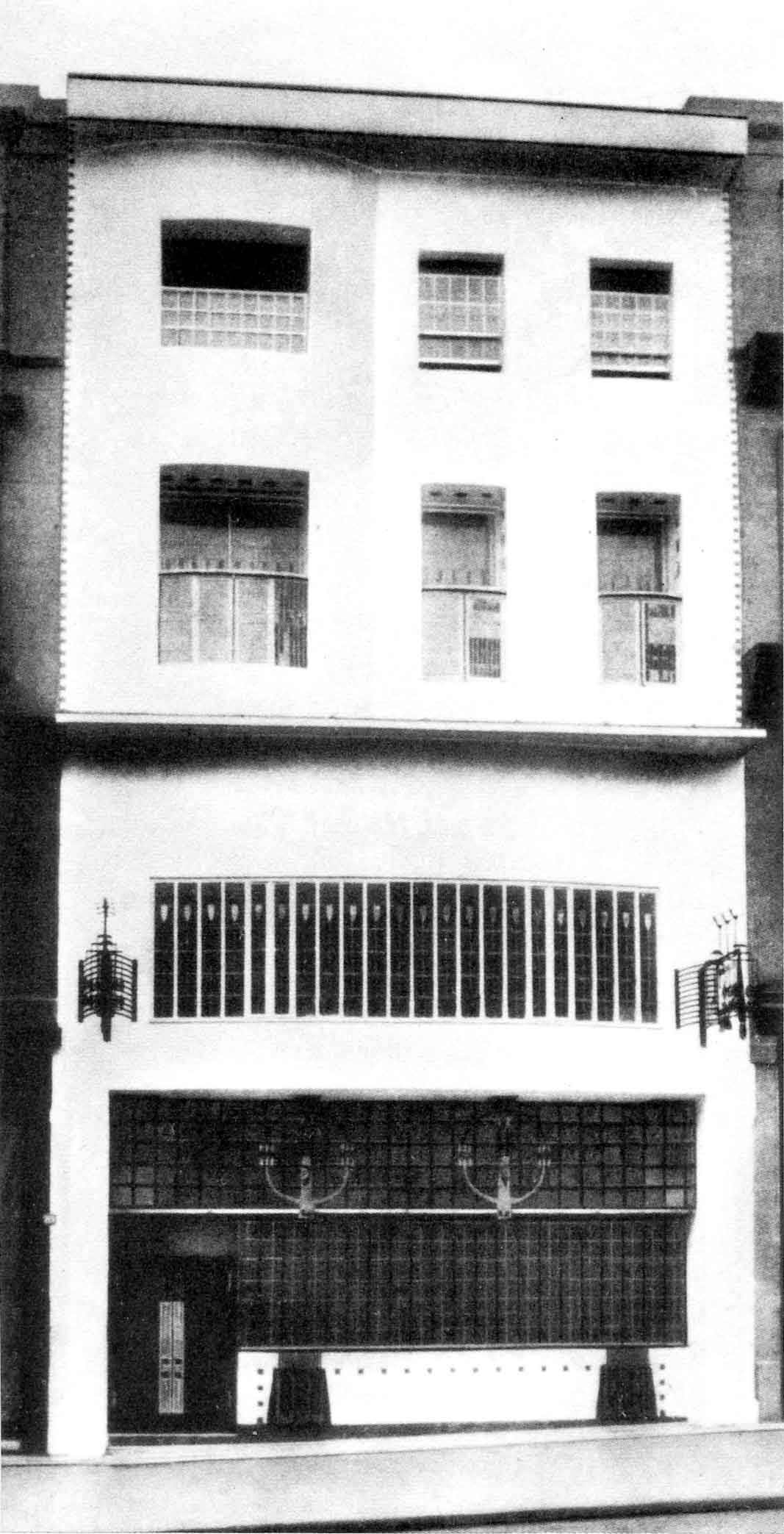
柳茶室於柳丛街（Sauchiehall Street）側建築立面，西元1903年

## 外部連結
- Willow Tearooms homepage （页面存档备份，存于）
- TheGlasgowStory: Doors for the Willow Tea Rooms: （页面存档备份，存于）
- Charles Rennie Mackintosh Society presentation on the Willow Tea Rooms
- Willow Tearooms - Illustrated Guide （页面存档备份，存于）

55°51′54.105″N 4°15′40.179″W / 55.86502917°N 4.26116083°W